# Don-2N
Don-2N (ros. Дон-2Н, indeks 5N20, oznaczenie NATO: Pill Box) – wielofunkcyjna radziecka stacja radarowa opracowana dla systemu antybalistycznego wokół Moskwy A-135. Zbudowana na bazie budowli w kształcie ściętej piramidy o długości i szerokości 100 m oraz wysokości 45 m i nachyleniu 60°. Układ antenowy w kształcie koła o średnicy 16 m.
Wykonano ją jako monoimpulsową, wielofunkcyjną stację pracującą na fali centymetrowej z płaską anteną i sterowaną elektronicznie wiązką z cyfrową obróbką sygnału. Moc stacji wynosi 250 MW. 
Budowę stacji rozpoczęto na początku lat 80. XX wieku i ukończono do końca dekady. Po licznych testach stację dopuszczono do prowadzenia dyżurów bojowych w ramach systemu A-135. Jest zlokalizowana w pobliżu miasta Puszkino w obwodzie moskiewskim.
Prototyp stacji, o oznaczeniu 5N20P Don-2NP („P” od poligonowego wariantu kompletacji) wcześniej rozwinięto na poligonie w Sary-Szaganie koło Priozierska.